# Darren Hughes
Darren John Hughes (Prescot, 6 ottobre 1965) è un ex calciatore inglese, di ruolo centrocampista o difensore.

## Caratteristiche tecniche
Ad inizio carriera era un centrocampista, ma a partire dalla stagione 1987-1988 venne schierato da John Rudge, suo allenatore al Port Vale, nella posizione di terzino sinistro, che mantenne poi per il resto della carriera.

## Carriera
Inizia a giocare nell'Everton, club con cui nella stagione 1983-1984 oltre a firmare il suo primo contratto professionistico (nell'ottobre del 1993) vince una FA Youth Cup (segnando con un tiro da fuori area il gol nella vittoria in finale contro lo Stoke City) ed esordisce anche in prima squadra, giocando una partita nella prima divisione inglese, il 27 dicembre 1983 nella sconfitta per 3-0 sul campo del Wolverhampton. Nella stagione successiva, in cui le Toffees vincono il campionato (oltre che il Charity Shield e la Coppa delle Coppe), Hughes gioca poi altre 2 partite; nell'estate del 1985 viene ceduto allo Shrewsbury Town, club di seconda divisione, con cui nella stagione 1985-1986 riesce ad imporsi nella formazione titolare, giocando 37 partite e segnando anche un gol, il suo primo in carriera tra i professionisti. Passa quindi al Brighton, altro club della medesima categoria, con la cui maglia nella stagione 1986-1987 realizza 2 reti in 26 partite di campionato.
Dopo la retrocessione dei Seagulls in terza divisione viene ceduto al Port Vale, altro club di terza divisione; qui fin da subito si guadagna il posto da titolare in squadra, conquistando anche una promozione in seconda divisione al termine della stagione 1988-1989 grazie alla vittoria della finale play-off contro i Bristol Rovers. Anche nella categoria superiore mantiene il posto da titolare, saltando un numero consistente di partite solamente nella stagione 1990-1991, in cui si alterna in campo con Reuben Agboola. Nella stagione 1992-1993 e nella stagione 1993-1994, trascorse entrambe in terza divisione, dopo 184 presenze e 4 reti in partite di campionato con i Valiants, è invece in rosa ma non disputa nessun incontro ufficiale a causa di continui problemi fisici, facendo comunque parte della rosa che vince il Football League Trophy nella stagione 1992-1993 ed i play-off l'anno seguente, tornando così in seconda divisione dopo un biennio.
Nel novembre del 1994 Hughes si svincola dal club, e a partire dal gennaio del 1995 gioca con il Northampton Town, con cui termina la stagione 1994-1995 disputando 13 partite in quarta divisione; l'anno seguente gioca altre 8 partite con i Cobblers per poi trasferirsi a campionato iniziato all'Exeter City, con cui rimane fino al termine della stagione 1996-1997 disputando 62 partite e segnando 3 reti in quarta divisione, che lo portano ad un totale in carriera di 335 presenze e 8 reti nei campionati della Football League. Si ritira poi nel 1999, dopo un biennio trascorso a livello semiprofessionistico prima nel Morecambe e poi nel Newcastle Town.

## Palmarès

### Club

#### Competizioni giovanili
- FA Youth Cup: 1

Everton: 1983-1984

#### Competizioni nazionali
- Campionato inglese: 1

Everton: 1984-1985
- Charity/Community Shield: 1

Everton: 1984
- Football League Trophy: 1

Port Vale: 1992-1993
- Conference League Cup: 1

Morecambe: 1997-1998

#### Competizioni internazionali
- Coppa delle Coppe: 1

Everton: 1984-1985